# Фермонт (Оклахома)
Фермонт (енгл. Fairmont) град је у америчкој савезној држави Оклахома.

## Демографија
По попису из 2010. године број становника је 134, што је 13 (-8,8%) становника мање него 2000. године.
| Група             | 2000.       | 2010.       |
| Белци             | 140 (95,2%) | 126 (94,0%) |
| Афроамериканци    | 0 (0,0%)    | 1 (0,7%)    |
| Азијати           | 0 (0,0%)    | 0 (0,0%)    |
| Хиспаноамериканци | 7 (4,8%)    | 3 (2,2%)    |
| Укупно            | 147         | 134         |